# 你唱歌或撒谎
你唱歌或撒谎是保加利亚电视音乐游戏节目，于2016年11月3日在保加利亚新电视台首播。模仿韩国节目《看见你的声音》。